# Māris Kučinskis
Māris Kučinskis, född 28 november 1961 i Valmiera i Lettiska SSR, är en lettisk politiker. Mellan 11 februari 2016 och 23 januari 2019 var han Lettlands premiärminister. Sedan 2022 är Kučinskis Lettlands inrikesminister.